# Victoria Morán (Musikerin)
Victoria Morán (Natalia Jaime; * 17. November 1977 in Buenos Aires) ist eine argentinische Tangosängerin.

## Leben
Mórán nahm 1996 an einem von Tito Damiani moderierten Wettbewerb für junge Sängerinnen im Lokal La Casita de mis Viejos der Villa Urquiza teil. Dort lernte sie Luis Cardei und den Bandoneonisten Antonio Pisano kennen, die sie zu weiteren Auftritten einluden. Zwischen 1997 und 2000 trat sie u. a. im Teatro Roma in Avellaneda, im Weinkeller Bodega, im Café Tortoni und im Quilmes Tango Club mit Partnern wie Osvaldo Ribó, Elsa Rivas, Enzo Valentino, Juan Carlos Godoy, Roberto Ayala, Carlos Cristal, Reynaldo Martín und Ángel Díaz auf.
1998 gastierte sie mit Luis Cardei und Lidia Borda bei der Sociedad Argentina de Escritores, im Folgejahr im Lokal Megafón in San Telmo wieder mit Luis Cardei. Im Teatro Roma sang sie im Duett mit Enzo Valentino, begleitet von dem Bandoneonisten Eduardo Cortti. Im November 1999 wurde sie von der Academia Porteña del Lunfardo zu einem Auftritt zu Ehren des Gitarristen Máximo Barbieri mit Aníbal Arias und Julio Urruti eingeladen. 2000 wurde sie als Gast einer Veranstaltung zu Ehren von Carlos Gardel am Teatro Roma von Héctor Arbelo und seiner Gitarristengruppe begleitet. Am Ende des Jahres nahm sie mit der Gitarristengruppe von Carlos Juárez und dem Bandoneonisten Antonio Pisano ihre erste CD Aquellas cartas auf.